# Данилов (град)
Данилов (на руски: Данилов) е град в Русия, административен център на Даниловски район, Ярославска област. Населението на града към 1 януари 2018 година е 14 746 души.